# Polypteriformes
Polypteriformes, red riba razreda Actinopterygii. Sastoji se od jedne porodice s ukupno dva roda.

## Razdioba
- Porodica Polypteridae:
  - Rod Erpetoichthys
    - Vrsta: Erpetoichthys calabaricus

  - Rod Polypterus:
    - Vrste: Polypterus ansorgii, Polypterus bichir, Polypterus congicus, Polypterus delhezi, Polypterus endlicherii, Polypterus mokelembembe, Polypterus ornatipinnis, Polypterus palmas, Polypterus retropinnis, Polypterus senegalus, Polypterus teugelsi, Polypterus weeksii.